# Condoto
Condoto est une municipalité située dans le département de Chocó, en Colombie.

## Quartiers

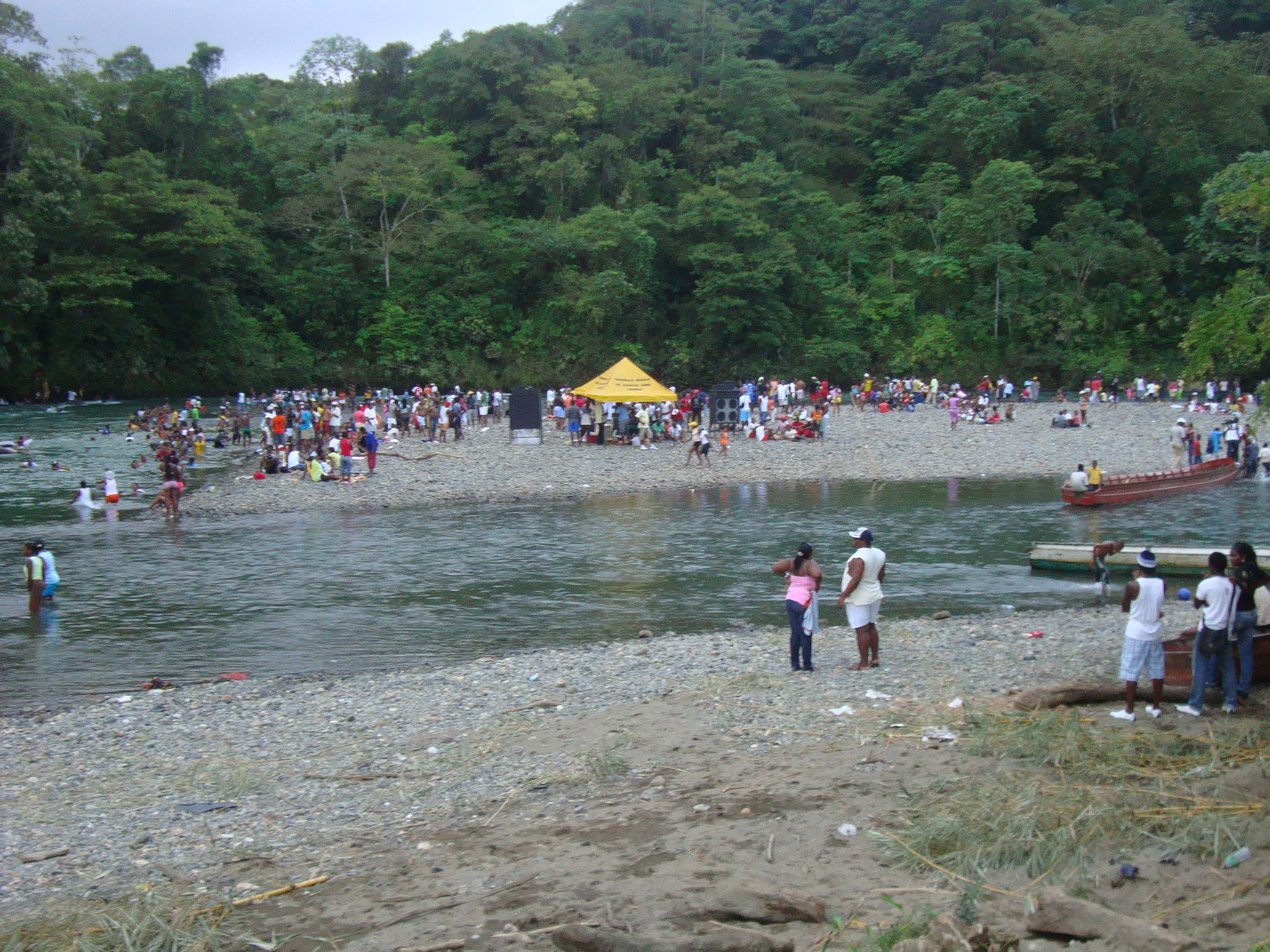
Plage sur le fleuve Condoto

Las Américas, Los Heroes, La Unión, Santa Rita, Cabecera, Comercio, Clareth, Carretera, San Pedro, El Salto, Buenos Aires, Platinero, Cascajero, El Silencio, Barrio Nuevo